# قرة تبة (مرند)
قرة تبة هي قرية في مقاطعة مرند، إيران. عدد سكان هذه القرية هو 121 في سنة 2006.